# Gran Premio de Catar de Motociclismo de 2017
El Gran Premio de Catar de 2017 (oficialmente Grand Prix Of Qatar) fue la primera prueba del Campeonato del Mundo de Motociclismo de 2017. Tuvo lugar el fin de semana del 23 al 26 de marzo de 2017 en el Circuito Internacional de Losail, situado en la ciudad de Doha, Catar.
La carrera de MotoGP fue ganada por Maverick Viñales, seguido de Andrea Dovizioso y Valentino Rossi. Franco Morbidelli fue el ganador de la prueba de Moto2, por delante de Thomas Lüthi y Takaaki Nakagami. La carrera de Moto3 fue ganada por Joan Mir, John McPhee fue segundo y Jorge Martín tercero.

## Resultados

### Resultados MotoGP
| Pos.    | N.º | Piloto           | Constructor | Vueltas | Tiempo    | Parrilla | Puntos |
| ------- | --- | ---------------- | ----------- | ------- | --------- | -------- | ------ |
| 1       | 25  | Maverick Viñales | Yamaha      | 20      | 38:59.999 | 1        | 25     |
| 2       | 4   | Andrea Dovizioso | Ducati      | 20      | +0.461    | 5        | 20     |
| 3       | 46  | Valentino Rossi  | Yamaha      | 20      | +1.928    | 10       | 16     |
| 4       | 93  | Marc Márquez     | Honda       | 20      | +6.745    | 3        | 13     |
| 5       | 26  | Dani Pedrosa     | Honda       | 20      | +7.128    | 7        | 11     |
| 6       | 41  | Aleix Espargaró  | Aprilia     | 20      | +7.661    | 15       | 10     |
| 7       | 45  | Scott Redding    | Ducati      | 20      | +9.782    | 6        | 9      |
| 8       | 43  | Jack Miller      | Honda       | 20      | +14.486   | 16       | 8      |
| 9       | 42  | Álex Rins        | Suzuki      | 20      | +14.788   | 18       | 7      |
| 10      | 94  | Jonas Folger     | Yamaha      | 20      | +15.069   | 8        | 6      |
| 11      | 99  | Jorge Lorenzo    | Ducati      | 20      | +20.516   | 12       | 5      |
| 12      | 76  | Loris Baz        | Ducati      | 20      | +21.255   | 14       | 4      |
| 13      | 8   | Héctor Barberá   | Ducati      | 20      | +28.828   | 20       | 3      |
| 14      | 17  | Karel Abraham    | Ducati      | 20      | +29.123   | 17       | 2      |
| 15      | 53  | Esteve Rabat     | Honda       | 20      | +29.470   | 19       | 1      |
| 16      | 44  | Pol Espargaró    | KTM         | 20      | +33.601   | 22       |        |
| 17      | 38  | Bradley Smith    | KTM         | 20      | +39.704   | 23       |        |
| 18      | 22  | Sam Lowes        | Aprilia     | 20      | +47.131   | 21       |        |
| Ret     | 9   | Danilo Petrucci  | Ducati      | 14      | Retirado  | 11       |        |
| Ret     | 29  | Andrea Iannone   | Suzuki      | 10      | Caída     | 2        |        |
| Ret     | 19  | Álvaro Bautista  | Ducati      | 7       | Caída     | 13       |        |
| Ret     | 5   | Johann Zarco     | Yamaha      | 6       | Caída     | 4        |        |
| Ret     | 35  | Cal Crutchlow    | Honda       | 4       | Caída     | 9        |        |
| Fuente: |     |                  |             |         |           |          |        |

### Resultados Moto2
| Pos.    | N.º | Piloto              | Constructor | Vueltas | Tiempo    | Parrilla | Puntos |
| ------- | --- | ------------------- | ----------- | ------- | --------- | -------- | ------ |
| 1       | 21  | Franco Morbidelli   | Kalex       | 20      | 40:18.480 | 1        | 25     |
| 2       | 12  | Thomas Lüthi        | Kalex       | 20      | +2.681    | 3        | 20     |
| 3       | 30  | Takaaki Nakagami    | Kalex       | 20      | +3.304    | 4        | 16     |
| 4       | 44  | Miguel Oliveira     | KTM         | 20      | +3.584    | 5        | 13     |
| 5       | 73  | Álex Márquez        | Kalex       | 20      | +11.226   | 2        | 11     |
| 6       | 10  | Luca Marini         | Kalex       | 20      | +13.747   | 13       | 10     |
| 7       | 40  | Fabio Quartararo    | Kalex       | 20      | +13.988   | 10       | 9      |
| 8       | 7   | Lorenzo Baldassarri | Kalex       | 20      | +17.465   | 15       | 8      |
| 9       | 97  | Xavi Vierge         | Tech 3      | 20      | +17.477   | 8        | 7      |
| 10      | 49  | Axel Pons           | Kalex       | 20      | +17.767   | 12       | 6      |
| 11      | 77  | Dominique Aegerter  | Suter       | 20      | +17.802   | 7        | 5      |
| 12      | 42  | Francesco Bagnaia   | Kalex       | 20      | +18.090   | 9        | 4      |
| 13      | 52  | Danny Kent          | Suter       | 20      | +19.323   | 6        | 3      |
| 14      | 2   | Jesko Raffin        | Kalex       | 20      | +22.798   | 16       | 2      |
| 15      | 19  | Xavier Siméon       | Kalex       | 20      | +24.009   | 18       | 1      |
| 16      | 23  | Marcel Schrötter    | Suter       | 20      | +24.077   | 14       |        |
| 17      | 24  | Simone Corsi        | Speed Up    | 20      | +28.193   | 24       |        |
| 18      | 68  | Yonny Hernández     | Kalex       | 20      | +31.828   | 28       |        |
| 19      | 45  | Tetsuta Nagashima   | Kalex       | 20      | +31.839   | 21       |        |
| 20      | 41  | Brad Binder         | KTM         | 20      | +34.046   | 22       |        |
| 21      | 32  | Isaac Viñales       | Kalex       | 20      | +40.227   | 25       |        |
| 22      | 11  | Sandro Cortese      | Suter       | 20      | +40.279   | 20       |        |
| 23      | 60  | Julián Simón        | Kalex       | 20      | +40.446   | 26       |        |
| 24      | 54  | Mattia Pasini       | Kalex       | 20      | +42.501   | 11       |        |
| 25      | 88  | Ricard Cardús       | Speed Up    | 20      | +43.000   | 30       |        |
| 26      | 57  | Edgar Pons          | Kalex       | 20      | +47.072   | 29       |        |
| 27      | 5   | Andrea Locatelli    | Kalex       | 20      | +47.486   | 31       |        |
| 28      | 89  | Khairul Idham Pawi  | Kalex       | 20      | +51.206   | 27       |        |
| 29      | 62  | Stefano Manzi       | Kalex       | 20      | +1:02.080 | 32       |        |
| Ret     | 9   | Jorge Navarro       | Kalex       | 8       | Caída     | 17       |        |
| Ret     | 55  | Hafizh Syahrin      | Kalex       | 8       | Retirado  | 19       |        |
| Ret     | 8   | Saeed Al Sulaiti    | Speed Up    | 5       | Caída     | 33       |        |
| Ret     | 87  | Remy Gardner        | Tech 3      | 0       | Caída     | 23       |        |
| DNS     | 96  | Nasser Al Malki     | Speed Up    |         | No empezó |          |        |
| Fuente: |     |                     |             |         |           |          |        |

### Resultados Moto3
| Pos.    | N.º | Piloto                 | Constructor | Vueltas | Tiempo    | Parrilla | Puntos |
| ------- | --- | ---------------------- | ----------- | ------- | --------- | -------- | ------ |
| 1       | 36  | Joan Mir               | Honda       | 18      | 38:27.364 | 6        | 25     |
| 2       | 17  | John McPhee            | Honda       | 18      | +0.135    | 12       | 20     |
| 3       | 88  | Jorge Martín           | Honda       | 18      | +0.218    | 1        | 16     |
| 4       | 44  | Arón Canet             | Honda       | 18      | +0.252    | 8        | 13     |
| 5       | 5   | Romano Fenati          | Honda       | 18      | +0.453    | 3        | 11     |
| 6       | 16  | Andrea Migno           | KTM         | 18      | +0.579    | 7        | 10     |
| 7       | 23  | Niccolò Antonelli      | KTM         | 18      | +0.661    | 5        | 9      |
| 8       | 21  | Fabio Di Giannantonio  | Honda       | 18      | +0.878    | 15       | 8      |
| 9       | 42  | Marcos Ramírez         | KTM         | 18      | +1.693    | 10       | 7      |
| 10      | 7   | Adam Norrodin          | Honda       | 18      | +7.904    | 11       | 6      |
| 11      | 71  | Ayumu Sasaki           | Honda       | 18      | +12.221   | 14       | 5      |
| 12      | 11  | Livio Loi              | Honda       | 18      | +16.748   | 17       | 4      |
| 13      | 40  | Darryn Binder          | KTM         | 18      | +16.786   | 26       | 3      |
| 14      | 8   | Nicolò Bulega          | KTM         | 18      | +16.821   | 13       | 2      |
| 15      | 24  | Tatsuki Suzuki         | Honda       | 18      | +16.832   | 19       | 1      |
| 16      | 33  | Enea Bastianini        | Honda       | 18      | +16.943   | 18       |        |
| 17      | 95  | Jules Danilo           | Honda       | 18      | +27.583   | 23       |        |
| 18      | 41  | Nakarin Atiratphuvapat | Honda       | 18      | +27.638   | 29       |        |
| 19      | 27  | Kaito Toba             | Honda       | 18      | +27.641   | 27       |        |
| 20      | 84  | Jakub Kornfeil         | Peugeot     | 18      | +28.034   | 21       |        |
| 21      | 6   | María Herrera          | KTM         | 18      | +28.150   | 25       |        |
| 22      | 96  | Manuel Pagliani        | Mahindra    | 18      | +28.379   | 28       |        |
| 23      | 48  | Lorenzo Dalla Porta    | Mahindra    | 18      | +28.388   | 24       |        |
| 24      | 14  | Tony Arbolino          | Honda       | 18      | +29.520   | 16       |        |
| 25      | 12  | Marco Bezzecchi        | Mahindra    | 18      | +54.344   | 20       |        |
| 26      | 64  | Bo Bendsneyder         | KTM         | 18      | +1:09.769 | 4        |        |
| Ret     | 4   | Patrik Pulkkinen       | Peugeot     | 14      | Caída     | 30       |        |
| Ret     | 58  | Juan Francisco Guevara | KTM         | 12      | Caída     | 9        |        |
| Ret     | 65  | Philipp Öttl           | KTM         | 12      | Retirado  | 2        |        |
| Ret     | 75  | Albert Arenas          | Mahindra    | 4       | Caída     | 22       |        |
| DNS     | 19  | Gabriel Rodrigo        | KTM         |         | No empezó |          |        |
| Fuente: |     |                        |             |         |           |          |        |